# ФК Виктория Роспорт
Вижте пояснителната страница за други значения на Виктория.
ФК Виктория Роспорт (на люксембургски: FC Victoria Rouspert) футболен клуб от град Роспорт, Люксембург. Основан на 1 октомври 1928 година. Състезава се в Националната дивизия на Люксембург (Най-висшето ниво на футбола в Люксембург). Играе срещите си на стадион „ВикториАрена“ с капацитет 2500 зрители.
До 2001 година играе в низшите дивизии. От сезон 2001/02 дебютира в Националната дивизия. През сезон 2004/05 заема 4-то място в шампионата, което му да играе в Купа Интертото 2005, където в первия кръг губи от „ИФК Гьотеборг“ с 2:5 (1:2, 1:3).
През 2007/08 отбора отстъпва във финала в Купа на Люксембург на „Гревенмахер“ с 1:4, а също така изпада от висшата дивизия, където се завръща отново през сезон 2014/15.

## Успехи
- Национална дивизия на Люксембург:
(Висша лига)
  - 4-то място (1): 2004/05